# Военные учения

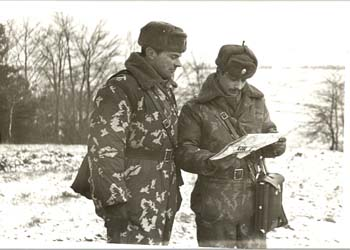
Советские офицеры в камуфляже, учения на полигоне, Центральная группа войск, зима 1985 года.

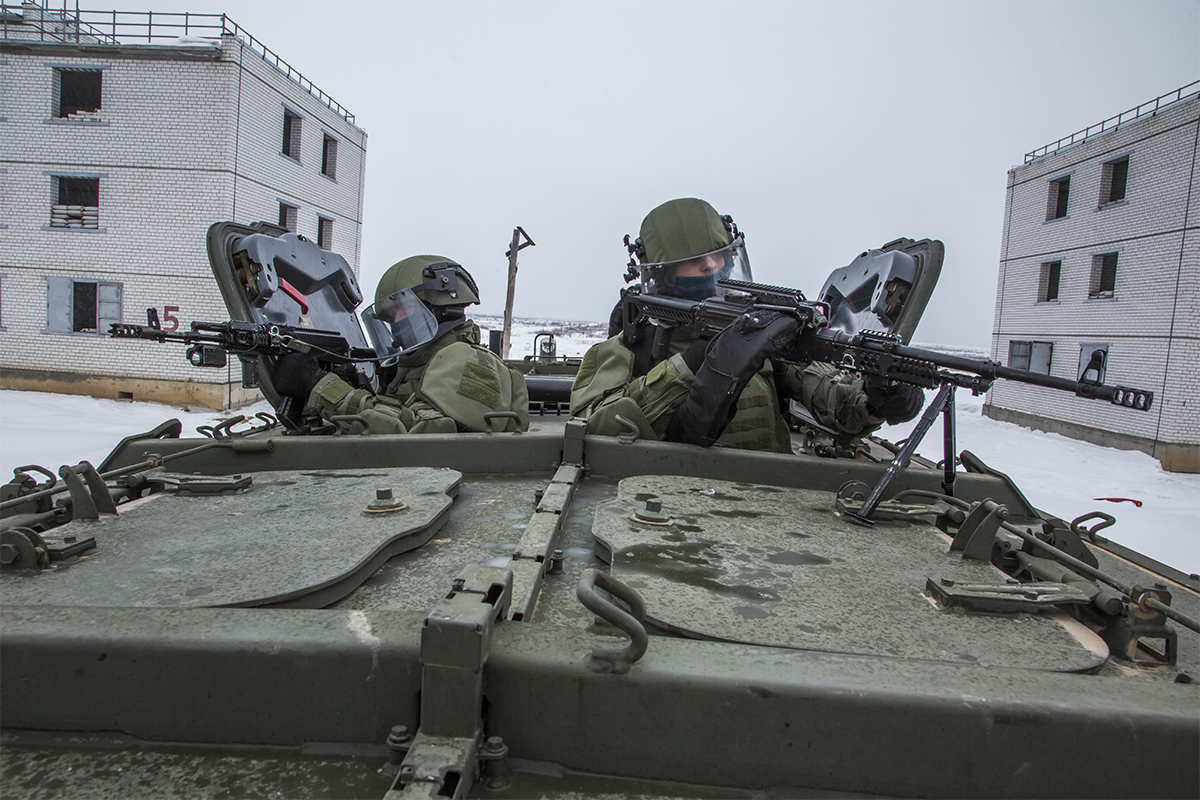
Сапёры-штурмовики 1-й гвардейской инженерно-сапёрной бригады на полигоне в Мулино, 23 марта 2018 года.

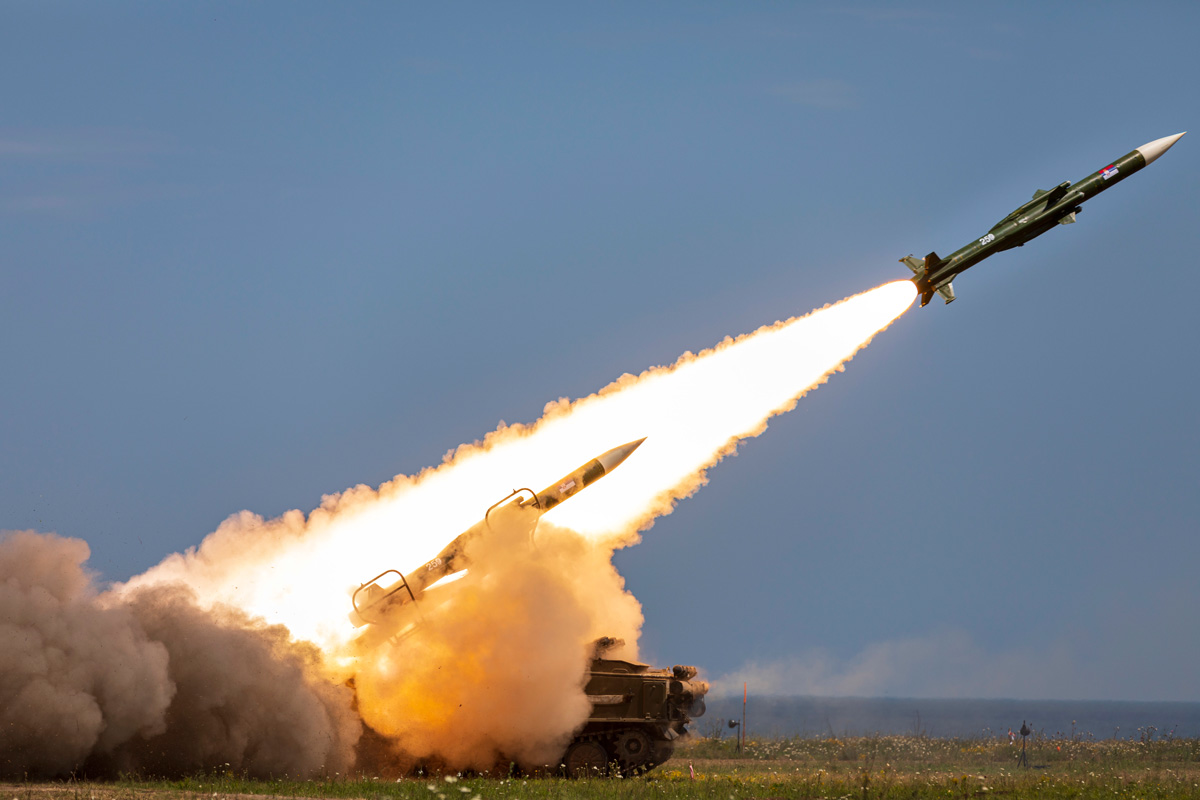
Восточная Европа, ежегодные манёвры DEFENDER Europe.

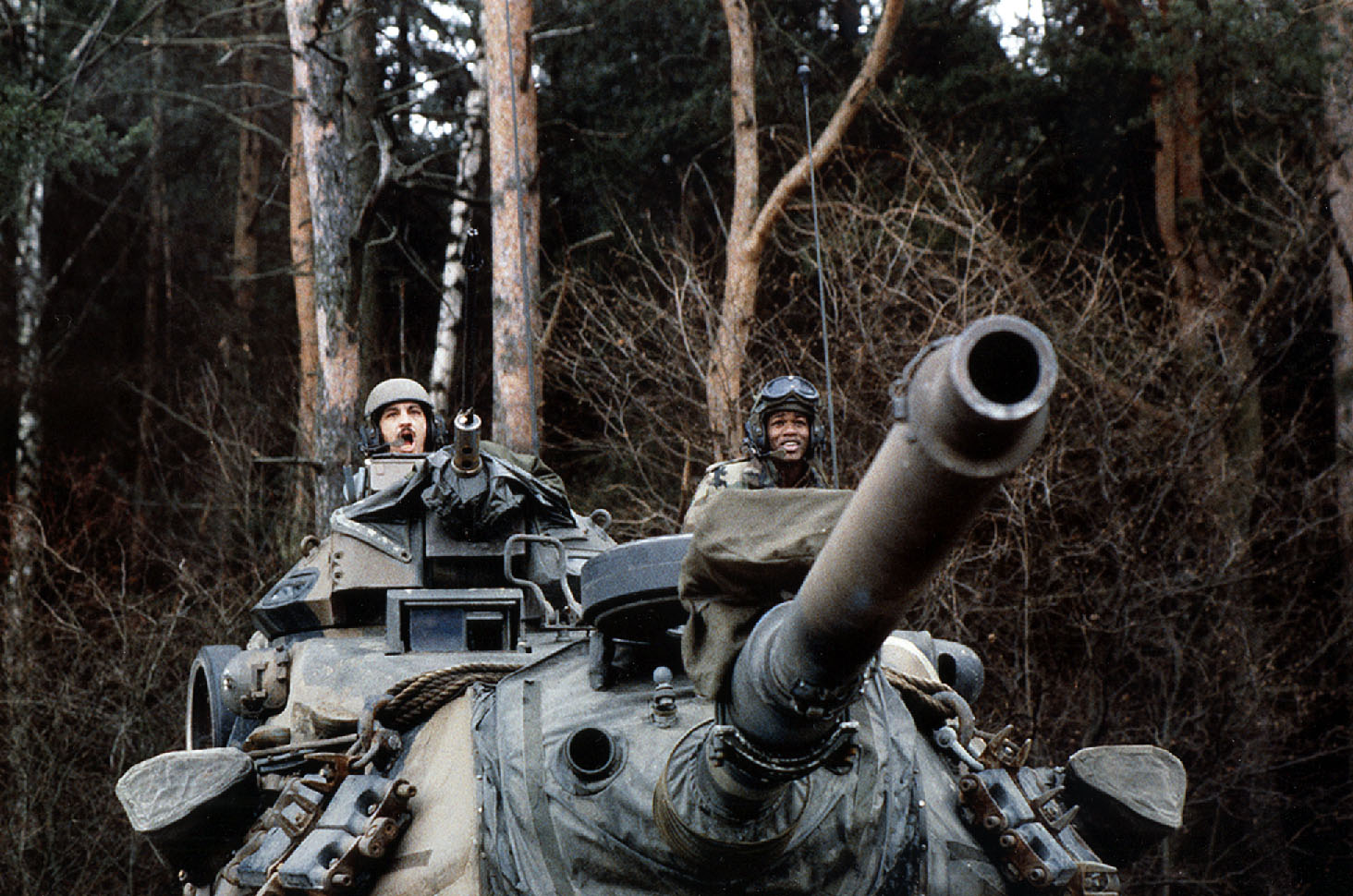
Американские танкисты в ходе зимних манёвров по лесам Западной Европы.

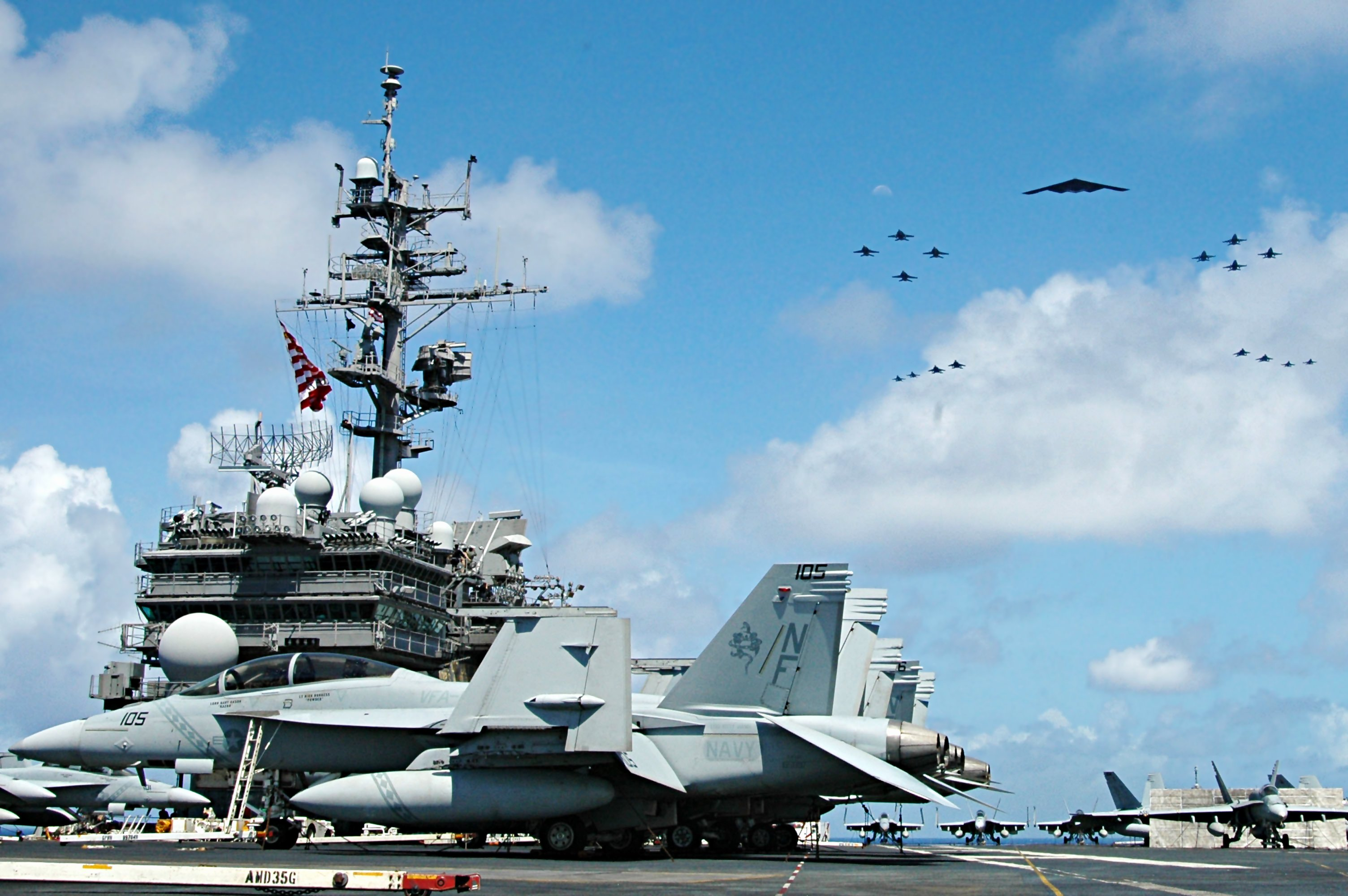
Авианосец USS Kitty Hawk (CV-63) на учениях Valiant Shield в 2006 году. Крупнейшие военные учения военно-морского флота США со времён Вьетнамской войны.

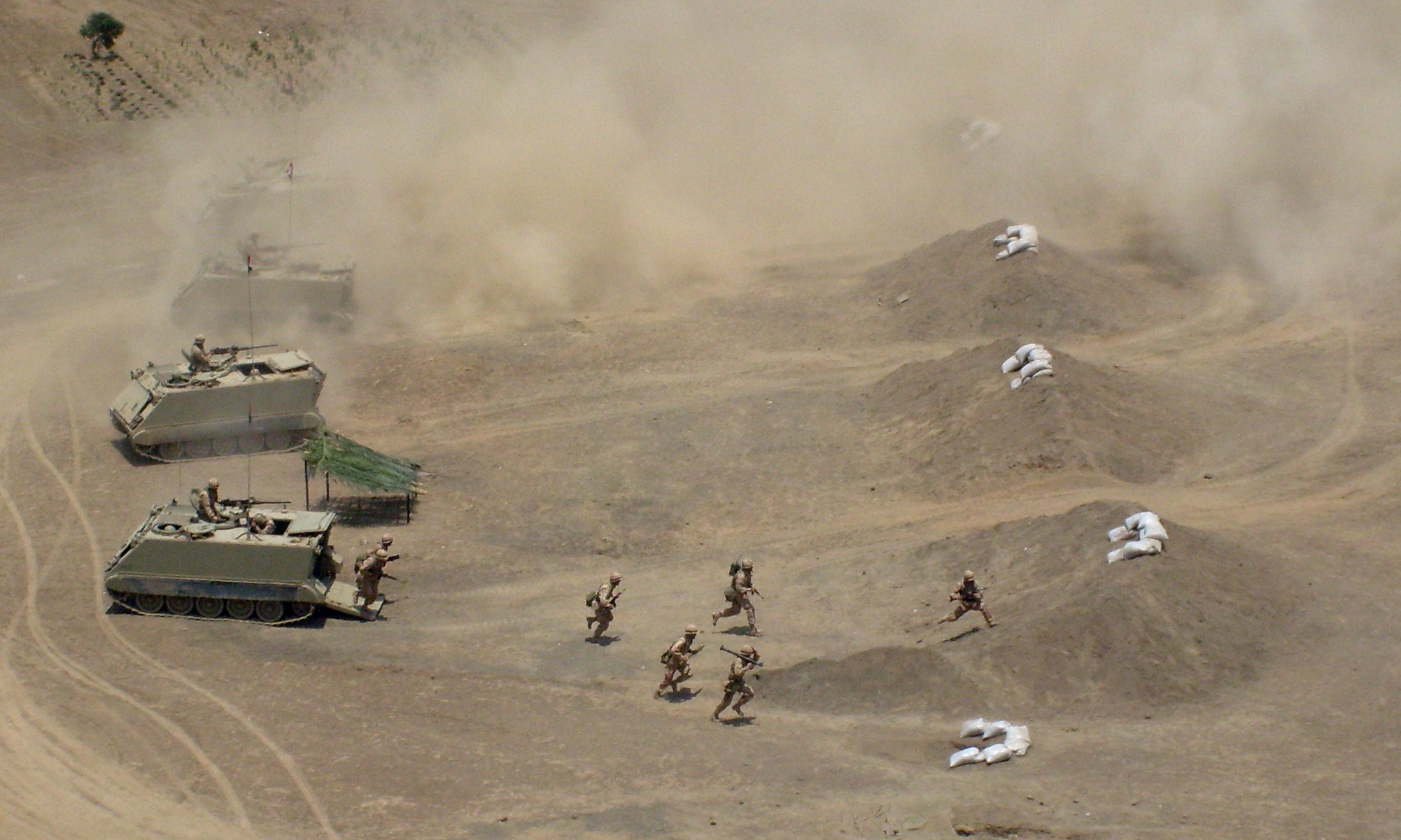
Тактическая подготовка.
Учения механизированной пехоты.
Перу, 2007 год.

Военные учения, Вое́нное уче́ние или Мане́вры — мероприятия боевой учёбы, представляющие собой решение войсками и силами задач на местности в условиях, наиболее приближённых к боевым, масштабные комплексные тренировочные действия формирований вооружённых сил.
Крупные двусторонние военные учения называют манёврами (в обычной речи манёврами могут называть любые военные учения). Военные учения в том или ином виде проводились всеми гвардиями, армиями, авиациями и флотами мира, начиная с античных времён, например древнеримская Деку́рсия (Decursio). На конец XIX и начало XX столетия Маневр (м.) или мане́вры (мн., фрнц.) построения и движения войск, Энциклопедический словарь Брокгауза и Ефрона со статьи Маневры (воен.) отправляет читателя смотреть статью Сборы войск, и указывает что в бою манёврами называется движение войск с целью перемены места или фронта, а в МЭСБЕ указано что Маневры это боевые передвижения войск с применением к местности и производством стрельбы как во время военных действий, служат поверкой успешности подготовки войск. В 1930-х годах , Мане́вры это особый вид воинских двусторонних упражнений в поле, в условиях, близких к боевой обстановке. Научно-образовательный портал «Большая российская энциклопедия» определяет Вое́нное уче́ние как высшая и наиболее эффективная форма обучения войск (объединений, соединений, частей, подразделений) и подготовки органов управления (командиров и штабов), одно из важнейших средств повышения боевой готовности и полевой выучки различных видов вооружённых сил (ВС), родов войск, а также органов тыла и специальных войск к ведению военных действий.

## История
Военные учения являются высшей формой боевой подготовки и одновременно контрольной проверкой полевой, воздушной и морской выучки командного и личного состава, а ранее и конского. Учения направлены на приобретение и закрепление боевых навыков, боевого слаживания объединений, соединений, частей и подразделений для проведения боевых операций, использования вооружения и военной техники, а также на отработку различных тактических и стратегических сценариев потенциально возможного вооружённого конфликта.
Учения могут проводиться как в собственно военных целях — армиями отдельных государств, в рамках утверждённого годового плана боевой подготовки, так и в геополитических целях — совместными действиями армий, авиации и флотов нескольких государств и стран, в рамках взаимодействия военных блоков и альянсов. 
Первые учения на Руси (в России) начал проводить как ратные «потехи» государь всея Руси Алексей Михайлович, позже русский царевич Пётр со своими «потешными» (Воробьевские и Коломенские походы). А первыми военными инженерными учениями в ВС России считается Кожуховский поход, в 1694 году. После смерти Петра I практика крупных военных манёвров в России прекратилась. Только однажды, в 1765 году, они были проведены при Екатерине II у Красного Села в 1765 году. Проведение ежегодных Красносельских манёвров возобновилось в 1819 году и продолжалось до начала первой мировой войны, при военном министре Д. А. Милютине введена практика окружных манёвров, а при императоре Александре III начали проводить и межокружные, а по сути общеармейские манёвры.
Командно-штабные учения (КШУ) — особый вид учений, в которых участвуют командиры и штабы воинских частей/соединений/объединений. В ходе КШУ командиры и штабы имитируют ведение военных (боевых) действий возглавляемых ими формированиями, отмечая условное перемещение подразделений на географических картах и на местности. Предшественником КШУ была Кригшпиль, настольная стратегическая игра, разработанная Георгом фон Рассевицем (нем. Georg von Rassewitz) в 1812 году и опубликованная в 1824 году. В XIX веке в кригшпиль много лет активно играли кайзер Вильгельм и российский император Николай I, а в прусской армии эта игра повсеместно использовалась для штабных тренировок офицерского состава, причём по отзывам прусского командования эта игра стала важным фактором немецких побед. И наоборот, после многочисленных военных побед Пруссии во второй половине XIX века распространённость кригшпиля среди прусских военных резко возросла. В последние годы выделяется новая форма КШУ — компьютерные учения (CAX — Computer Assisted Exercise).
Полевая поездка — особый вид учений, проводимых на местности и маршрутах движения, при котором командный состав отрабатывает способы выполнения возможных оперативных или оперативно-тактических задач, проверяет целесообразность решений, принятых по карте, разработанных планов.

## Виды и типы
Учения войск и сил бывают следующих видов и типов:

### По звеньям управления
- стратегические;
- оперативные;
- тактические;

### Ранее
В Русских гвардии и армии были:
- Учение строевое[14];
  - ротное учение строевое, когда упражняется одна рота;
  - полковое учение строевое, когда упражняется один полк (хождение ящиками);
  - дивизионное учение строевое, когда упражняется одна дивизия;
- Линейное учение[15][16];
- взводное учение[17];
- ротное учение[17];
- батальонное учение[17].

## Практика присвоения учениям кодовых названий
Ввиду усиления деятельности мировых разведывательных органов во второй половине XX века сложилась практика условного (кодового) наименования предстоящих учений и манёвров, по аналогии с боевыми операциями. Для достижения тех же целей (введения противника в заблуждение) некоторые фактические войсковые операции проводились под видом учений (например, операция «Анадырь»). В дальнейшем, традиция давать наиболее крупным учениям имена собственные сохранилась даже после завершения наиболее острой фазы Холодной войны, и практикуется по сегодняшний день. Название, как правило, подбирается, в зависимости от:
- места проведения учений — например, «Кавказ», «Запад», «Восток», «Арктика»;
- оборонительной или наступательной направленности учений («Щит Союза»)
- сезона проведения — «Лето», «Осень», «Зима»;
- отрабатываемого сценария («Мирная миссия», «Мгновенный ответ», «Пограничный рубеж», «Возвращение»);
- задействованных сил — сухопутных, военно-морских, военно-воздушных, ракетно-ядерных или других («Вал», «Океан», «Зоркий орёл», «Меткий лучник»);
- союзнической ориентации учений («Союз», «Братство по оружию»),

и других факторов.
В Союзе ССР и России
У военнослужащих СССР и России традиционно любые учения, проверки готовности, сборы и так далее кратко именуются мероприятиями.
В Организации Североатлантического договора (NATO — OTAN)
Ежегодные военно-морские манёвры «Northern Coast» (Северное море), BALTOPS (Baltic Operations) и «Си Бриз» (Чёрное море)
Командно-штабные учения сухопутных войск: REFORGER (1969-1993), «Saber Strike» (Прибалтика), «Saber Guardian» (для стран Черноморского бассейна)
Ежемесячные учения ВВС и ПВО «Ramstein Guard» 
Отработка взаимодействия всех родов войск и сил «Arctic Express», «Cold Response», «Trident Juncture» (Норвежское море) 